# John C. Mather
John Cromwell Mather (Roanoke, Virginia, 1946. augusztus 27. –) Nobel-díjas amerikai asztrofizikus.

## Munkássága
A University of California, Berkeley-n tanult. Egész életében az Amerikai Űrhivatalnál (NASA) dolgozott. Jelenleg a NASA Goddard Űrközpontjának asztrofizikusa és a Marylandi Egyetemen a fizika oktatója. A kozmikus mikrohullámú háttérsugárzás vizsgálatában való közreműködéséért 2006-ban George Smoottal együtt fizikai Nobel-díjat kaptak „a kozmikus mikrohullámú háttérsugárzás feketetest jellegének és anizotrópiájának felfedezéséért”. Ez a munka a COBE (Cosmic Background Explorer)-műhold segítségével segített megerősíteni az ősrobbanás elméletét. A Nobel-díj-bizottság szerint „a COBE-projektet tekinthetjük a kozmológia mint precíziós tudomány kezdetének”.
Csoportjának munkáját egy ismeretterjesztő könyvben is megjelentette: A kezdet fényei: a világegyetem hajnalához vezető tudományos utazás első kézből való, igaz története (The Very First Light: The True Inside Story of the Scientific Journey Back to the Dawn of the Universe), melyet John Boslough-val közösen írtak, és 1996-ban adtak ki.